# 豊島泰盈
豊島 泰盈（としま やすみつ）は、江戸時代前期から中期にかけての旗本。通称は左平七兵衛。御留守居番与力219石余。旗本豊島家は坂東八平氏の流れをくむ豊島氏の子孫と伝えられ、嫡流を任じていた。

## 生涯
豊島泰利の子として誕生。母は岩瀬正行の娘。幼名は平二郎。
寛文元年（1661年）に家督を継ぐ。殿中躑躅之間に召され老中・松平信綱へ先祖の旧功を説いて数年にわたり分知を願ったところ、元禄11年に（1698年）父・泰利の所領上総国・下総国の内210石に替えて上総望陀郡他に219石余を賜った。
正徳2年（1712年）、嫡男泰音（やすたか）が死去したため、堀内六郎兵衛の三男に娘を娶せ養子に迎える。
正徳3年（1713年）に72歳になった泰盈は老中・久世大和守重之に隠居を願い許されて家督を養子・泰朝に譲り、52年の殿中勤仕を終えた。
隠居した泰盈は平安時代以来の武門の名家である先祖への顕彰の志篤く豊島氏の家譜の作成に取りかかった。国人領主としての豊島氏本宗家は200年以上前の文明10年（1478年）に滅びており、豊島氏伝来の系図類や記録は失われるか散逸していたものと思われる。泰盈は古文書を集め、「吾妻鏡」や「鎌倉大草紙」などの史料を読みとき、豊島氏ゆかりの寺社を訪ねて、桓武天皇から続く平姓秩父氏一族の豊島氏系図を作成して後世に伝えた。「泰盈本豊島家系図」と呼ばれている。また、金輪寺（東京都北区）にも豊島氏の系図を奉納して「金輪寺本豊島家系図」と呼ばれる。
泰盈には編纂の才能があったらしく、その他に豊島氏ゆかりの石神井愛宕神社（東京都練馬区）縁起や石神井三宝寺（東京都練馬区）縁起を奉納。王子権現社（東京都北区）の別当の望みによって家系略をつくっている。
江古田・沼袋原の戦いで太田道灌に敗れて滅びた豊島泰経（石神井城主）とその弟の豊島泰明（平塚城主）のため、泰盈はその晩年の享保12年（1727年）に石神井三宝寺で泰経の250回忌を、平塚城官寺で泰明の250回忌を執り行っている。
泰盈と泰音が奉納した石灯籠が石神井氷川神社に残っている。
史料批判の概念すらない江戸時代のことなので、泰盈の作成した系図には事実関係や年代的に無理な点が多く、現代ではそのまま史実とは考えられないが（江戸時代作成の系図類では共通の問題）、泰盈の編纂した系図は豊島氏研究の基礎となるものである。